# ジル・ブラッサール
ジル・ブラッサール(Gilles Brassard、1955年4月20日 - )は、カナダの物理学者。モントリオール大学の教員である。1988年から教授、2001年からw:Canada Research Chairを務めている。カナダ勲章及びケベック国家勲章受章者。王立協会フェロー、カナダ王立協会フェロー。

## 生い立ちと教育
ブラッサールは、1972年にモントリオール大学を卒業後、1975年に修士号を取得、1979年にコーネル大学から計算機科学のPh.D.を受け、指導教授のジョン・ホップクロフトとともに暗号の分野で研究を行った。

## 業績
量子暗号、量子テレポーテーション、量子エンタングルメント蒸留、量子擬似テレパシー、量子エンタングルメントの古典シミュレーション等の分野における基礎的な研究で知られている。これらのコンセプトのいくつかは、実験室内で実現している。
1984年、チャールズ・ベネットとともに、量子暗号のためのBB84プロトコルを開発した。彼は後にこの成果をカスケードエラー訂正プロトコルを含むように拡張し、量子暗号シグナルの盗聴によるノイズを効率的に検出、訂正できるものとした。

## 受賞・栄誉等
1991年から1998年まで、Journal of Cryptology誌の編集長を務めた。2000年には、ケベック州政府で最高の科学賞であるマリー＝ヴィクトラン賞を受賞した。2006年には、カナダ人として初めて国際暗号学会のフェローとなった。2010年6月にはカナダで最高の科学賞であるヘルツバーグメダルを受賞した。カナダ王立協会フェロー、王立協会フェロー（2013年）にも選ばれている。
2012年トムソン・ロイター引用栄誉賞受賞。2013年12月30日、カナダ総督デイヴィッド・ロイド・ジョンストンは、ジル・ブラッサールがカナダ勲章のオフィサーを授与すると発表した。2018年にはウルフ賞物理学部門、2019年にはBBVA Foundation Frontiers of Knowledge Awardの基礎科学部門とw:Micius Quantum Prizeを受賞した。2022年C&C賞、2023年基礎物理学ブレイクスルー賞、エドゥアルト・ライン財団の基礎研究賞を受賞。